# Герой Израиля

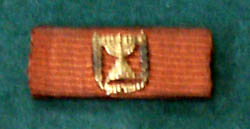
Знак Героя Израиля

Герой Израиля (ивр. גיבור ישראל‎) — высшая военная награда Израиля.

## История
Награда была присуждена единственный раз в ходе Войны за Независимость.
Первый премьер-министр Израиля Давид Бен-Гурион был последовательным противником введения воинских наград. Свою позицию он обосновывал тем, что в стране, где массовый героизм является нормой, выделение кого-либо персональной наградой будет несправедливостью по отношению к товарищам награждённого, также выполнявшим свой долг. Единственной формой поощрения был приказ по воинской части — «цалаш», а единственным материальным воплощением этой награды — почётная грамота, вручавшаяся командиром в торжественной обстановке перед строем.
Однако в ходе войны командирам хотелось поощрять отличившихся бойцов за проявленный героизм и другими наградами, некоторые требовали учредить для этого ордена.
Кроме военных и другие лица поддерживали введение наград. Так, 28 ноября 1948 года министр полиции во временном правительстве Израиля Бехор-Шалом Шитрит обратился к секретарю правительства с запросом по поводу учреждения наградных знаков. Однако через три недели он получил ответ от Бен-Гуриона, в котором тот советовал не поднимать вопрос до созыва учредительного собрания, так как введение наград не входит в компетенцию временного правительства.

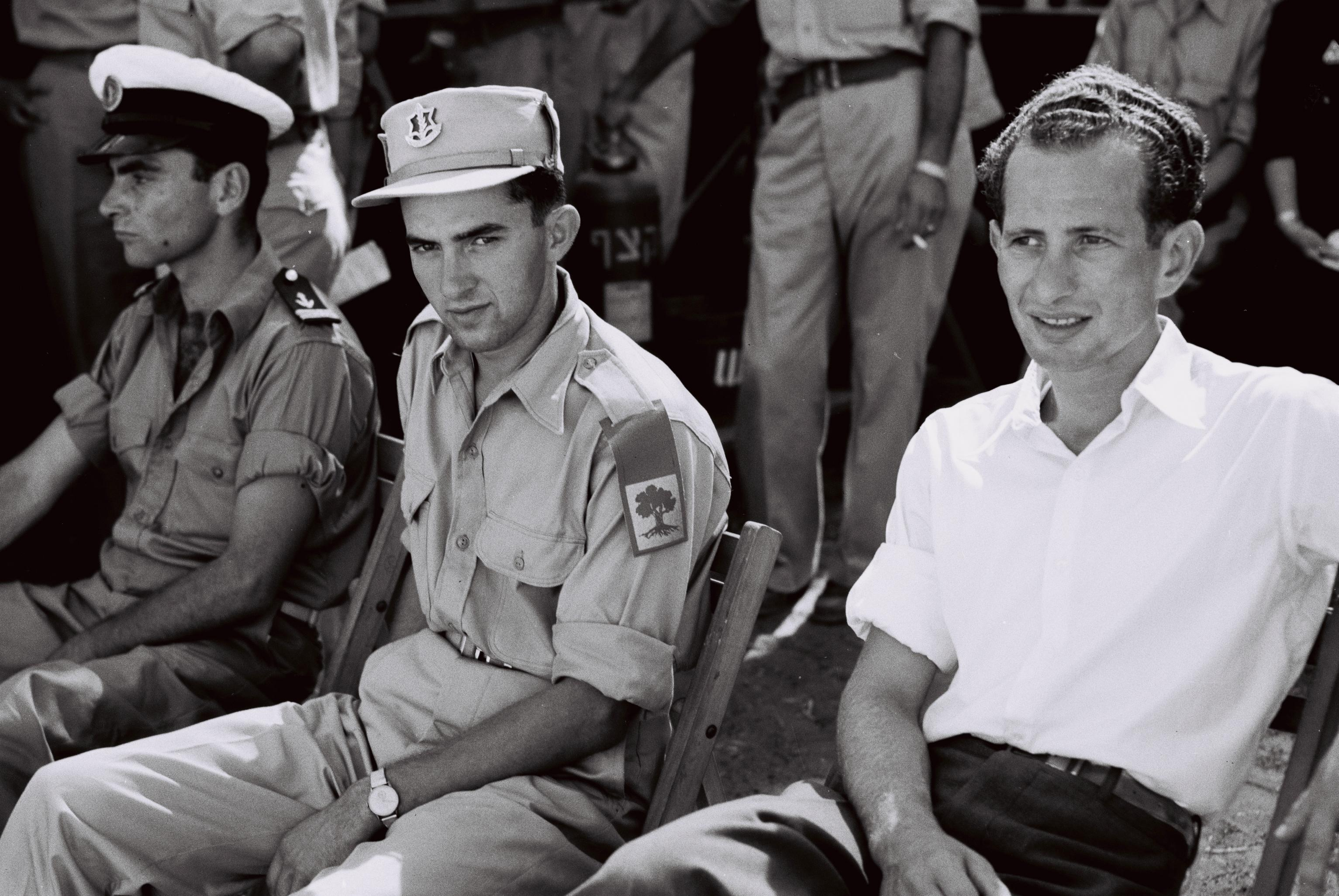
Йохай Бин-Нун, Арье Ацмони и Эмиль Бриг на церемонии награждения

В конце концов, в начале 1949 года было принято временное решение, предложенное представителями духовенства, о том, что в годовщину принятия присяги Армии обороны Израиля будут вручены 12 «знаков Героизма» с присвоением звания «Гибор Исраэль» (Герой Израиля)
Число лиц, представленных к награждению, — 12 — было выбрано не случайно. Оно символизировало число колен Израилевых.
17 июля 1949 года на торжественной церемонии с участием премьер-министра и министра обороны Давида Бен-Гуриона, начальника Генерального штаба Яакова Дори, министров, членов Кнессета, старших офицеров АОИ и иностранных дипломатов. президент Израиля Хаим Вейцман вручил 12 планок и почётных грамот. Восемь из них были вручены самим Героям, а ещё 4 были присуждены посмертно и вручены родственникам погибших.
После этой церемонии работа над положением о награде была продолжена, но так и не доведена до конца. Больше никто не был удостоен звания Героя Израиля. А в 1970 году звание окончательно было заменено медалью «За героизм». Все Герои Израиля также получили новую медаль.

## Описание
Название награды было выбрано под влиянием высшего наградного звания СССР — Герой Советского Союза. Под тем же влиянием был выбран и дизайн награды. Знак Героя представлял собой алую ленту, натянутую на планку с национальным символом — Менорой. Планировалось, что позднее к планке будет добавлена наградная медаль. Также были заимствованы и некоторые детали статута награды — планка Героя Израиля была единственной наградой, разрешённой к ношению в том числе и на гражданской одежде.

## Статут
Героям Израиля законом были установлены некоторые привилегии. Кроме того, им были обязаны отдавать воинское приветствие все военнослужащие, независимо от их звания.

## Кавалеры
| Фото | Имя                            | Звание                 | Операция               | Место действия     | Дата боя   | Причина                                                        |
| ---- | ------------------------------ | ---------------------- | ---------------------- | ------------------ | ---------- | -------------------------------------------------------------- |
|      | Яир Рахели (1929 г.р.)         | рядовой                | Война за Независимость | около Шефарама     | 19.01.1948 | за уничтожение вражеских позиций                               |
|      | Эммануэль Ландау (1928—1948)   | рядовой                | Война за Независимость | Кирьят-Моцкин      | 17.03.1948 | за захват вражеского грузовика снабжения                       |
|      | Авраам Авигдоров (1929—2012)   | рядовой                | Война за Независимость | Кирьят-Моцкин      | 17.03.1948 | за уничтожение двух пулемётных точек противника                |
|      | Зерубавель Горовиц (1924—1948) | лейтенант              | Война за Независимость | дорога в Иерусалим | 27.03.1948 | за прикрытие отступления товарищей                             |
|      | Ицхар Армони (1929—1948)       | рядовой                | Война за Независимость | Наби Юша           | 20.04.1948 | за прикрытие отступления товарищей и эвакуацию раненых солдат  |
|      | Эмиль Бриг (1924—2002)         | сержант                | Война за Независимость | кибуц Гешер        | 14.05.1948 | за взрыв моста, помешавший продвижению врага                   |
|      | Цви Зибель (1925—1948)         | рядовой авиации        | Война за Независимость | Бен-Шемен          | 25.06.1948 | за доставку снабжения в Бен-Шемен под плотным огнём противника |
|      | Бен-Цион Лайтнер (1927—2012)   | рядовой первого класса | Война за Независимость | близ Ирак Сувайдан | 19.10.1948 | за уничтожение вражеского бункера                              |
|      | Рон Феллер (1928 г.р.)         | сержант                | Война за Независимость | Каратия            | 19.07.1948 | за уничтожение вражеского танка                                |
|      | Йохай Бин-Нун (1924—1994)      | капитан                | Война за Независимость | Средиземное море   | 22.10.1948 | за уничтожение флагмана египетского флота «Emir Farouk»        |
|      | Симан-Тов Гане (1924—1968)     | рядовой                | Война за Независимость | близ Ирак Сувайдан | 9.11.1948  | за прикрытие отступления товарищей                             |
|      | Арье Ацмони (1926—2005)        | мастер-сержант         | Война за Независимость | Рафах              | 4.11.1948  | за спасение орудия от попадания в руки врага                   |

Эммануэль Ландау, Зерубавель Горовиц, Цви Зибель и Ицхар Армони были награждены посмертно.